# ペテル・ボーゲ

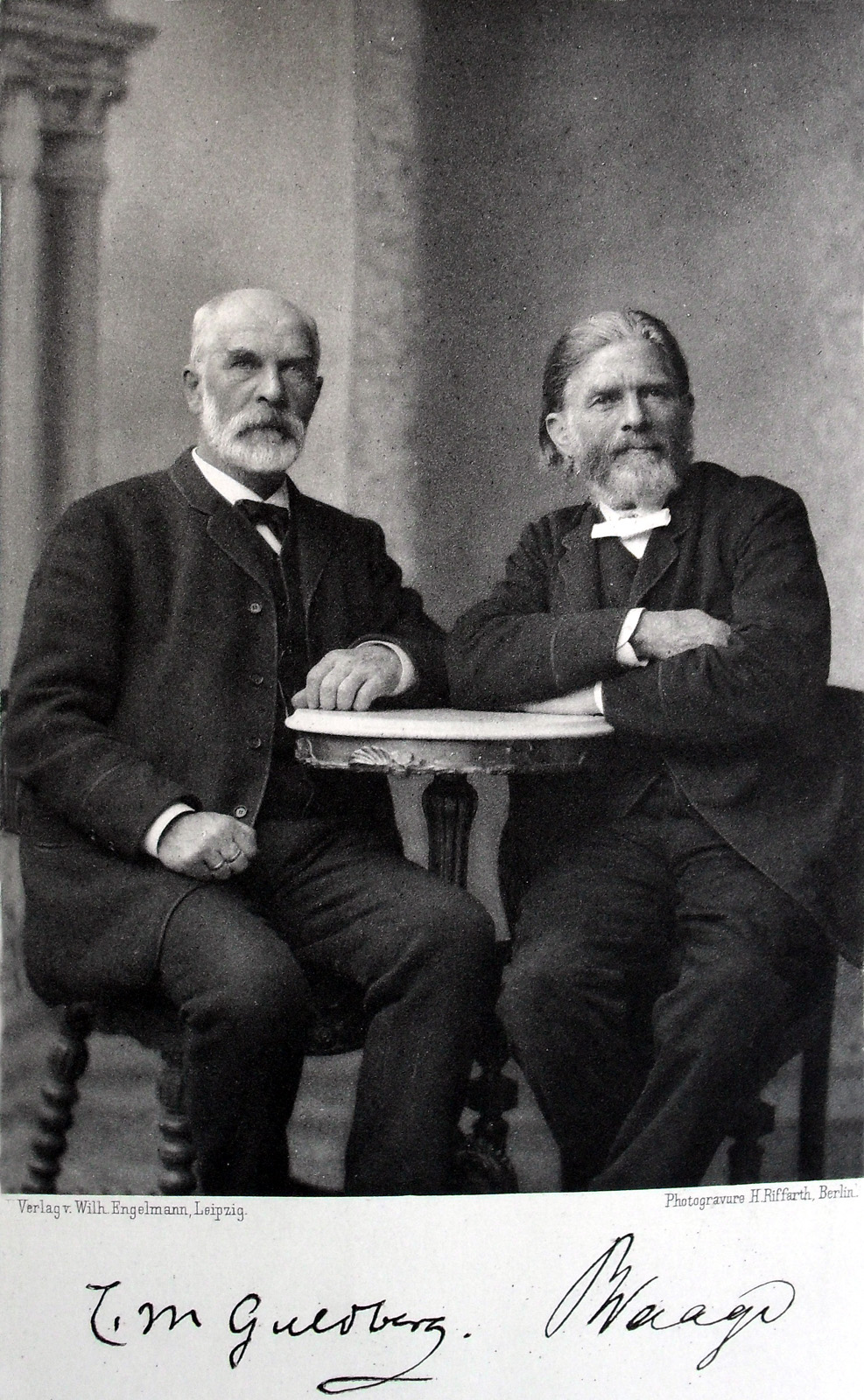
ボーゲ（右）と義兄グールベリ（左）

ペテル・ボーゲ（Peter Waage, 1833年6月29日 - 1900年1月13日）は、ノルウェーの化学者である。日本では名がペーテルまたはペーター、姓はワーゲと表記されることもある。
1864年から1879年にかけて、化学者・数学者の義兄カトー・グールベリ（Cato Maximilian Guldberg, グルベルグまたはグルベアとも表記される）と共に質量作用の法則を発見、確立した。

## 生涯
ノルウェーのフレッケフィヨールに船長であった父のもとで生まれ、1854年にグールベリと共にクリスチャニア大学に入学した。当初は医学を3年間学んだが、化学や鉱物学も学び、1858年に酸素ラジカルに関する論文でノルウェー皇太子金賞牌を受賞した。卒業後の1859年はドイツのハイデルベルク大学に留学し、ロベルト・ブンゼンの指導を受けた。
帰国後の1862年、グルベルグと共にクリスチャニア大学の教授となり、1864年に「化学親和力に関する研究」(Studies concerning affinity) を発表するものの、ノルウェー語で書かれていたため反響がなかった。1867年にフランス語で同名の論文を発表した。
ボーゲとグールベリは1862年に発表されたフランスの化学者・医師であったクロード・ルイ・ベルトレーの化学平衡に関する実験結果に興味を持ち、1864年より研究を始めた。
1868年から1869年にかけてノルウェー工科学会 (Polytechnic Society) の会長を務め、1880年にはYMCAノルウェー支部の初代会長を務めた。
1870年、ボーゲはグールベリの妹と結婚し、これによってボーゲとグールベリは義兄弟の関係となった。
1879年、ボーゲとグールベリは化学平衡と化学反応速度に関する論文を発表し、質量作用の法則を確立することに成功した。
1900年1月13日、クリスチャニア（現オスロ）で死去。